# ورم نهايات الغدة العرقية الخبيث
ورم نهايات الغدد العرقية الخبيث (بالإنجليزية: Malignant acrospiroma)‏ (أو يُسمى سرطانة الغدد العرقية أو ورم غدي عرقي خبيث ناتح) هو سرطانة في الغدد العرقية في اليد، والذي ربما يتكرر محليًا في 50% من المرضى بعد الاستئصال، ويكون مصحوبًا بانبثاث (انتشار) في 60% من المرضى.